# Антипасто

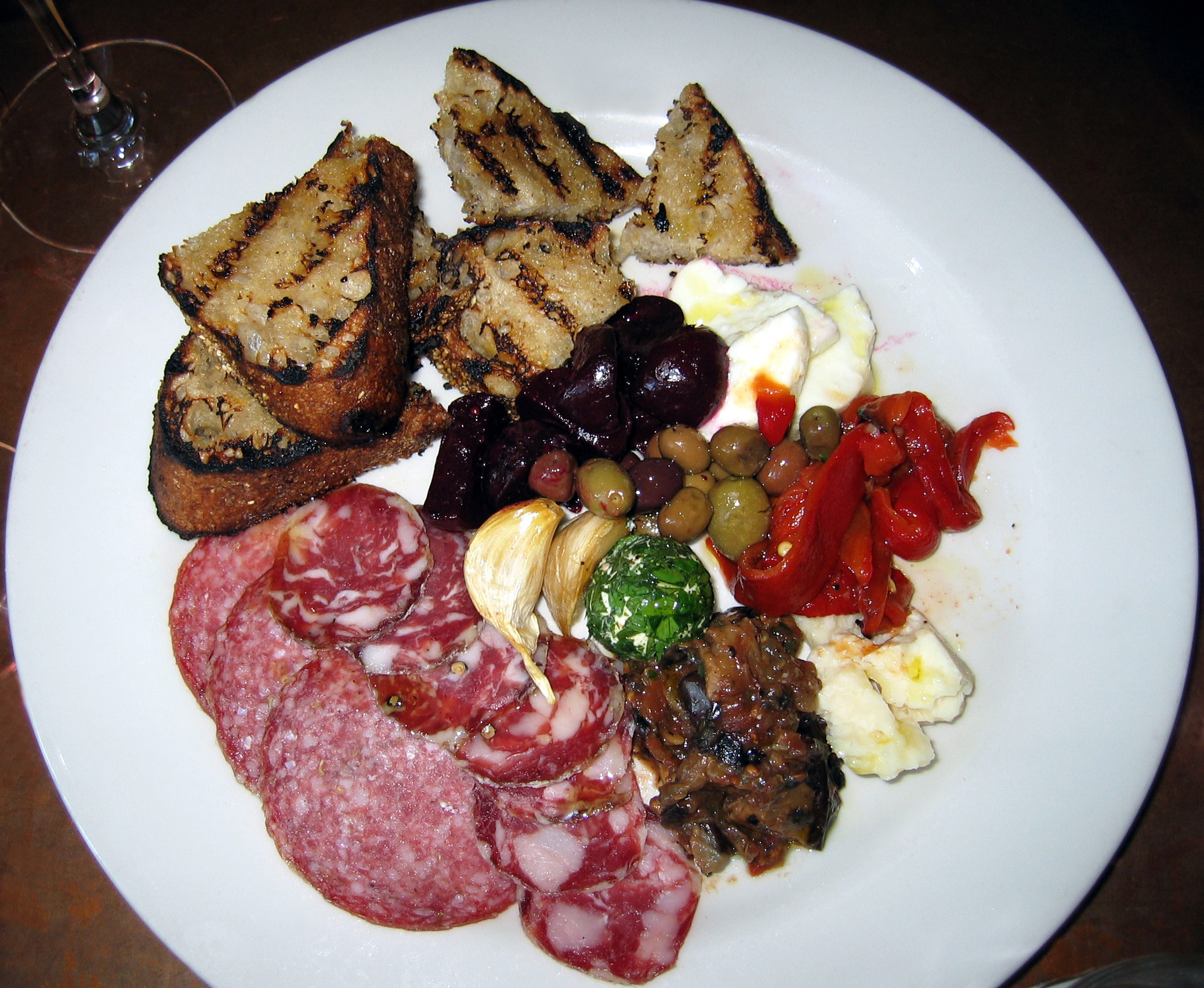
Різноманітні антипасто з брускетою

Антипасто (італ. antipasto, мн. antipasti) — закуска в італійській кухні. Слово означає «перед їжею». У класичній італійській кухні це можуть бути мариновані в олії овочі, «Капрезе», страви з копченостями, оливками, запеченими овочами, сирами (наприклад, «Моцарела»), морепродуктами, шматочками свіжих фруктів, зеленню. Також подають різноманітні сорти хліба й оливкову олію.

## Історія
Італійці зобов'язані появі антипасто католицькій церкві в особі ватиканського бібліотекаря Бартоломео Саккі. Саме він спричинив поширення римських закусок антипасто. 1475 р. вийшла праця Б. Саккі «Про щиру радість і гарне самопочуття» (згодом стала бестселером), в якій він рекомендував римлянам, усупереч тогочасній традиції, починати будь-яку трапезу з фруктів. Результатом його кулінарних пошуків став деякий компромісний, але розкішний, у дусі епохи Відродження, варіант антипасто: прошуто з динею, інжиром чи персиком.